# Per-Ivar Östmann
Per-Ivar Östmann, född 29 maj 1966, är en sångare och låtskrivare.

## Biografi
Per-Ivar Östmann är född i Stenungsund och har vuxit upp på Tjörn. Han är sedan länge medlem i det nu vilande bandet Ideell Rebell som hade sin storhetstid under det sena 1990-talet då de släppte ett antal album och turnerade flitigt i hela Sverige, Finland samt Etiopien.
Östmann albumdebuterade 2018 med plattan Sen kommer september producerad av Magnus Sjöqvist, utgiven på Zebra Art Records. Han nominerades i kategorin ”årets singer/Songwriter 2019 vid Guldkorpengalan i Uddevalla för sitt debutalbum, och tilldelades Stenungsunds kommuns kulturpris 2019 för att ha ”satt Stenungsund på kartan genom att på ett knivskarpt sätt beskriva småstadens nutid och dåtid”

## Diskografi

### Album
- 2018 – Sen kommer september

### Singlar och EP
- 2016 – Sen kommer september
- 2017 – En vacker lögn
- 2017 – Brinn baby brinn
- 2019 - Du kan va evig
- 2019- Hon som log
- 2020 - Fria mil
- 2020 - Välkommen hem
- 2020 - När det här är över
- 2020 - Minns att du var underbar
- 2020 - Bohuslän & Södermalm
- 2020 - Forever Young
- 2020 - För dig (Josefin)
- 2020 - Aurelia
- 2020 - Bohusvals?
- 2020 - Advent
- 2021 - Tillbaka igen
- 2021 - Om du inte går ikväll